# Verneuil (Cher)
Verneuil ist eine französische Gemeinde mit 35 Einwohnern (Stand: 1. Januar 2022) im Département Cher in der Region Centre-Val de Loire; sie gehört zum Arrondissement Saint-Amand-Montrond und zum Kanton Dun-sur-Auron. 

## Geografie
Verneuil liegt etwa 36 Kilometer südsüdöstlich von Bourges am Canal de Berry. Umgeben wird Verneuil von den Nachbargemeinden Parnay im Norden, Cogny im Nordosten, Thaumiers im Osten, Le Pondy im Südosten sowie Arpheuilles im Süden und Westen.

## Bevölkerungsentwicklung
| Jahr                      | 1962 | 1968 | 1975 | 1982 | 1990 | 1999 | 2006 | 2013 |
| Einwohner                 | 70   | 68   | 44   | 48   | 39   | 37   | 51   | 37   |
| Quelle: Cassini und INSEE |      |      |      |      |      |      |      |      |

## Sehenswürdigkeiten
- Schloss Torchefoulon